# Republica Moldova la Jocurile Olimpice de iarnă din 2022
Republica Moldova  a participat la Jocurile Olimpice de iarnă din 2022 din Beijing, China în perioada 4-20 februarie 2022, cu o delegație de 5 sportivi care a concurat la 2 sporturi.

## Biatlon
| Sportiv        | Probă                         | Timp    | Ratări | Loc |
| -------------- | ----------------------------- | ------- | ------ | --- |
| Maksim Makarov | Sprint 10 km masculin         | 29:45,6 | 5      | 93  |
| Pavel Magazeev | Individual 20 km masculin     | 52:41,7 | 2      | 26  |
| Pavel Magazeev | Sprint 10 km masculin         | 27:25,0 | 3      | 79  |
| Alla Ghilenko  | Individual 15 km feminin      | 52:28,3 | 2      | 72  |
| Alla Ghilenko  | Sprint 7,5 km feminin         | 25:32,1 | 4      | 86  |
| Alina Stremous | Individual 15 km feminin      | 49:07,5 | 4      | 37  |
| Alina Stremous | Sprint 7,5 km feminin         | 21:59,5 | 0      | 10  |
| Alina Stremous | Urmărire 10 km feminin        | 38:01,3 | 2      | 16  |
| Alina Stremous | Start în masă 12,5 km feminin | 47:30,0 | 9      | 30  |

## Sanie
| Sportiv        | Probă              | Manșa 1  | Manșa 1 | Manșa 2  | Manșa 2 | Manșa 3  | Manșa 3 | Manșa 4      | Manșa 4      | Total    | Total |
| Sportiv        | Probă              | Timp     | Loc     | Timp     | Loc     | Timp     | Loc     | Timp         | Loc          | Timp     | Loc   |
| -------------- | ------------------ | -------- | ------- | -------- | ------- | -------- | ------- | ------------ | ------------ | -------- | ----- |
| Doina Descalui | Individual feminin | 1:01,928 | 34      | 1:00,305 | 27      | 1:02,174 | 32      | Nu a avansat | Nu a avansat | 3:06,294 | 32    |